# Yiyun Li
Yiyun Li, nascuda a Pequín, el 4 de novembre de 1972, és una escriptora estatunidenca, d'origen xinès, coneguda per les seves novel·les i relats curts.

## Biografia
Nascuda i criada a Pequín, es va graduar en medicina a la Universitat de Pequín. El 1996 va anar a viure als Estats Units per estudiar immunologia a la Universitat d'Iowa. Va decidir abandonar la medicina per l'escriptura i va estudiar dos programes d'escriptura creativa (un era el prestigiós Iowa Writers' Workshop) a la Universitat d'Iowa. El 2005 va guanyar el premi Frank O'Connor International Short Story Award amb A Thousand Years of Good Prayers, un recull de relats curts (que retraten els efectes de la revolució cultural sobre els xinesos, tant els residents a la Xina, com als Estats Units). Aquesta obra també va ser premiada amb el Hemingway Foundation/PEN Award, el Guardian First Book Award, i el California Book Award per a primeres obres de ficció. Dos dels relats recollits en aquest llibre van ser portats al cinema. El 2009, va publicar la seva primera novel·la, The Vagrants, que narra la història d'una jove executada públicament per ser considerada contrarevolucionària. El 2010 va publicar un altre recull d'històries curtes, Gold Boy, Emerald Girl. Aquest mateix any va rebre la Beca MacArthur atorgada per la Fundació MacArthur. La seva segona novel·la, Kinder Than Solitude, es va publicar el 2014. La història parteix d'uns fets emmarcats en les protestes estudiantils, de l'any 1989, a la plaça de Tiananmén. Una jove és enverinada i això marcarà la vida dels seus tres amics. El 2017 publica Dear Friend, from My Life I Write to You in Your Life, un llibre de memòries.
Des del 2008, Yiyun Li treballa com a professora d'escriptura creativa al Departament d'Anglès de la Universitat de California, a Davis.

## Obres
1. A Thousand Years of Good Prayers (2005)
2. The Vagrants (2009) (Les Portes del paradís. Traducció d'Emma Piqué. Alzira, Bromera, 2010)
3. Gold Boy, Emerald Girl (2010) (Noi d'or, noia maragda. Traducció d'Ainara Munt Ojanguren. Alzira, Bromera, 2010)
4. Kinder Than Solitude (2014)
5. Dear Friend, from My Life I Write to You in Your Life (2017)